# Granat RGN

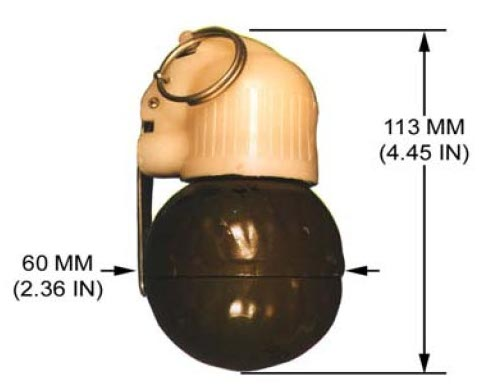
Granat RGN

Granat ręczny RGN (cyryl. ручная граната наступательная) – odłamkowy granat bojowy konstrukcji rosyjskiej. Zbudowany jest z podwójnej pofragmentowanej warstwy aluminium. W budowie jest bardzo podobny do granatu obronnego RGO. Zapalnik granatu posiada tryb czasowy jak i tryb detonacji w przypadku uderzenia o powierzchnię. Śmiertelny obszar rażenia granatu to od 4 do 10 metrów, promień bezpieczeństwa wynosi 25 metrów. Przeciętny żołnierz potrafi rzucić tym granatem na odległość od 30 do 40 metrów. Granat produkowany w Rosji i Ukrainie, wciąż w użyciu w wielu krajach.